# Las Palmas (musikgrupp)
Las Palmas var en svensk hiphopduo från Hjärup i Skåne som bestod av Simon Gärdenfors och Calle Thörn. Deras musik kan beskrivas som en blandning av hiphop, jungle och electronica. Musiken är karakteristiskt humoristisk, vilket tydligt ses i låtar så som Bidragskungen, Du har mail eller Spökskrivare där det påstås att Simon Gärdenfors har spökskrivit för större delen av den svenska hiphopeliten.

## Diskografi

### Album
- Till Ukraina (2001)[1]
- Din till låns (2003)[1]
- Därav namnet (2004)[1]
- Vi blir i familjen (2006, EP[1])
- Utvalda demolåtar (2006)[1]